# Roland Ratzenberger
Roland Ratzenberger (Salzburg, 4 juli 1960 – Imola, 30 april 1994) was een Oostenrijkse autocoureur die onder andere deelnam in de Formule 3000, Formule Nippon en Formule 1. Hij overleed in 1994 tijdens de kwalificatie van de Grand prix van San Marino.

## Vroege carrière

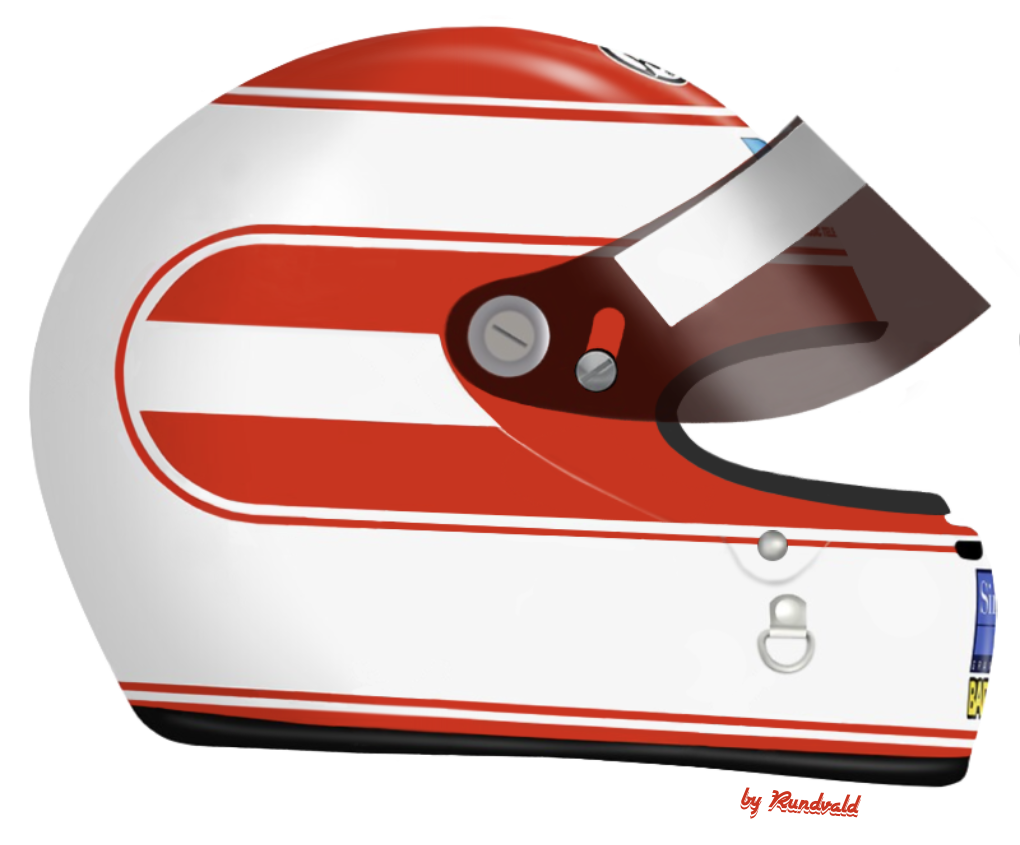
Helm van Roland Ratzenberger

Roland Ratzenberger geboren in 1960, hij gaf zelf aan dat hij in 1962 was geboren, waarschijnlijk om z'n racecarrière te kunnen verlengen. Roland begon pas laat in de autosport, in 1983 begon hij in de Formule Ford. Twee jaar later won hij het Oostenrijkse en het Europese Formule Ford kampioenschap.
In het Verenigd Koninkrijk werd hij vooral bekend door de gelijkenis van zijn naam aan die van het Britse tv-figuur Roland Rat, met wie hij samen verscheen in een oplage van TV-am.
In 1987 reed hij in het World Touring Car Championship, waar hij één keer tweede werd en twee keer derde. Hij sloot het seizoen af als tiende in de ranglijst.
Een seizoen daarna reed hij de laatste races van het British Touring Car Championship in een klasse B BMW M3 voor het Demon Tweeks team.
Ratzenberger reed in 1989 in de Britse Formule 3000 series. Met één overwinning, vier tweede plaatsen en één derde plaats eindigde hij als derde op de ranglijst.

## Le Mans
In 1989 reed hij ook voor het eerst in de Le Mans Series. Hij reed in een Porsche 962 van het Brun Motorsport team, samen met Maurizio Sandro Sala en Walter Lechner, na drie uur vielen ze uit.
Ratzenberger nam ook deel aan de Le Mans van 1990 tot en met 1993. In 1991 reed hij ook voor het Brun Motorsport team, in de overige jaren kwam hij uit voor het SARD team. Zijn beste resultaat behaalde hij in 1993. Samen met Mauro Martini en Naoki Nagasaka eindigde hij als vijfde in een Toyota 93 C-V.
In 1994 zou Ratzenberger ook de Le Mans gaan rijden, echter door het fatale ongeluk op 30 april 1994 was hij er niet bij.
Uit eerbetoon liet het team wel de naam Ratzenberger met de Oostenrijkse vlag ervoor op de wagen staan voor de rest van het seizoen.

## Racen in Japan
Behalve Le Mans, reed Ratzenberger ook in Japan. Hij won twee races, één in 1990 en één 1991 in het Japanse Sports Prototype Kampioenschap, hij reed voor hetzelfde team als in de Le Mans, namelijk voor het SARD team.
Hij ging ook weer terug naar de 'touring car', in 1990 en 1991 finishte Ratzenberger zevende in het Japanse Touring Car Championship.
Het jaar daarop reed Ratzenberger in de Japanse Formule 3000, uitkomend voor het Stellar team in 1992. Het jaar begon slecht omdat Ratzenberger in een verouderde auto moest racen, maar toen de twee jaar oude Lola werd geüpgraded tot een nieuwe model won Roland meteen twee races en eindigde als zevende in het klassement.
Ook in 1993 bleef Roland in de Formule 3000, hij eindigde dit jaar als elfde.

## Jordan 1991
Dat Ratzenberger al in 1991 bijna zijn debuut zou maken in de Formule 1, weten maar weinig mensen.
Eddie Jordan en zijn team toonde grote interesse in de snelle Oostenrijker, maar de Japanse sponsor die Roland aan het felbegeerde zitje had moeten helpen kreeg financiële problemen waardoor de deal afketste en Bertrand Gachot de toch redelijk snelle Jordan-Ford mocht besturen. De Jordan-Ford 191 was een auto waarin een coureur grote kans had om punten te scoren. Waarschijnlijk, als Ratzenberger bij Jordan toen had kunnen tekenen, was hij drie jaar later niet overleden zo zeggen verschillende mensen binnen de Formule 1.

## Formule 1
In 1994 kwam zijn droom dan eindelijk uit. Het nieuwe Simtek team bood Ratzenberger een vijf-race contract aan. Tijdens het eerste Grand Prix weekend in Brazilië wist hij zich niet bij de beste 26 tijden te kwalificeren en mocht dus niet van start gaan. De tweede grand prix was wel succesvol. Op het nieuwe circuit van Aida, was Ratzenberger snel genoeg om zich bij de 26 snelste coureurs te kwalificeren en startte vanaf P26, hij eindigde op een mooie elfde plek met vier ronden achterstand. Ratzenberger kende door al zijn jaren van racen in Japan als enige het circuit en maakte daar goed gebruik van.

## Overlijden, San Marino 1994
Na zijn goede resultaat in de vorige race in Japan, wilde Ratzenberger deze lijn voort zetten in San Marino, Imola. Op een gegeven moment raakte Ratzenberger van de baan waardoor z'n voorvleugel beschadigde. In plaats van binnen te komen slingerde Ratzenberger zijn wagen een paar keer heen en weer om te kijken of de grip er nog was. Ratzenberger begon een nieuw rondje. Ratzenberger ging door de snelle Tamburello bocht en vlak voor de 'Villeneuve Curva' brak de voorvleugel van zijn Simtek af en belandde onder de wagen waardoor alle grip verdween. Met 314,9 km/h crashte Ratzenberger in de betonnen muur. Ratzenberger brak zijn nek en kreeg een schedelbasisfractuur. Het medische team op Imola was snel aanwezig en probeerde het leven van Ratzenberger te redden. De redding werd live uitgezonden waarbij te zien was dat de medische staf hem probeerde te reanimeren. Op weg naar het ziekenhuis overleed Ratzenberger aan zijn verwondingen.
De dood van Ratzenberger was het eerste fatale ongeluk in de Formule 1 sinds 1986 (Elio de Angelis). De Grote Prijs van San Marino van 1994 is achteraf een van de meest rampzalige raceweekenden in de autosportgeschiedenis geweest. Tijdens de vrije trainingen op vrijdag crashte de Braziliaan Rubens Barrichello zeer zwaar. Samen met het fatale ongeluk van Ayrton Senna, een dag later tijdens de race op Imola, zorgde het ongeluk van Ratzenberger voor een omwenteling in de veiligheidsmaatregelen in de Formule 1, waaronder verhoogde cockpitranden, zwaardere crashtests en de invoering van het sinds 2003 verplicht gestelde HANS system.
Ayrton Senna was overigens de enige coureur van het veld die, op de plek waar Roland Ratzenberger om het leven kwam, poolshoogte kwam nemen voor de veiligheidsmaatregelen op dat baanstuk.
De rest van het seizoen reed Simtek rond met boven op de wagen de tekst: 'For Roland'.
Tijdens de volgende grand prix, de GP van Monaco, werd de eerste startrij leeg gelaten ter herdenking aan Ayrton Senna en Roland Ratzenberger.
FIA president Max Mosley was erbij tijdens de begrafenis van Roland Ratzenberger. Zo zei hij later: 'Iedereen ging naar die van Senna, ik vond het belangrijk dat er ook iemand naar die van Roland zou komen'.
Op de grafsteen van Roland Ratzenberger staan de woorden: 'Er lebte für seinen Traum' (Hij leefde voor zijn droom).
Ratzenberger is begraven in Maxglan, Salzburg, Oostenrijk op 7 mei 1994.

## Resultaten

### World Touring Car Championship
| Jaar | Team      | Auto   | 1              | 2            | 3                  | 4               | 5            | 6              | 7                            | 8                  | 9               | 10                  | 11        | Positie | Punten |
| ---- | --------- | ------ | -------------- | ------------ | ------------------ | --------------- | ------------ | -------------- | ---------------------------- | ------------------ | --------------- | ------------------- | --------- | ------- | ------ |
| 1987 | Schnitzer | BMW M3 | Italië Mon DSQ | Spanje Jar 2 | Frankrijk Dij Ret. | Duitsland Nür 3 | België Spa 6 | Tsjechië Brn 4 | Verenigd Koninkrijk Sil Ret. | Australië Bat Ret. | Australië Cal 3 | Nieuw-Zeeland Wel 4 | Japan Fuj | 10e     | 146    |

### Britse Formule 3000
Vet gedrukt is poleposition en cursief is de snelste ronde.
| Jaar | Team              | Auto    | 1 | 2 | 3    | 4 | 5 | 6 | 7 | 8    | 9 | Positie | Punten |
| ---- | ----------------- | ------- | - | - | ---- | - | - | - | - | ---- | - | ------- | ------ |
| 1989 | Spirit Motorsport | Reynard | 2 | 2 | Ret. | 1 | 2 | 2 | 3 | Ret. | - | 3e      | 37     |

### 24 uur van Le Mans
| Jaar | Nummer | Team                                         | Auto                | Motor                                       | Categorie | Banden      | Teamgenoten                          | Ronden | Resultaat   |
| ---- | ------ | -------------------------------------------- | ------------------- | ------------------------------------------- | --------- | ----------- | ------------------------------------ | ------ | ----------- |
| 1989 | 6      | Brun Motorsport Alpha Racing Team            | Porsche 962C        | Porsche Type-935 3.0 L Turbo Flat 6         | C1        | Yokohama    | Walter Lechner Maurizio Sandro Sala  | 58     | Uitgevallen |
| 1990 | 38     | Toyota Team SARD                             | Toyota 90C-V        | Toyota R32V 3.2 Liter Turbo V8              | C1        | Dunlop      | Naoki Nagasaka Pierre-Henri Raphanel | 241    | Uitgevallen |
| 1991 | 52     | Team Salamin Primagaz Team Schuppan          | Porsche Porsche 962 | Porsche Porsche Type-935 3.0 L Turbo Flat 6 | C2        | Dunlop      | Eje Elgh Will Hoy                    | 202    | uitgevallen |
| 1992 | 34     | Toyota Team Tom's Kitz Racing Team with SARD | Toyota 92C-V        | Toyota R36V 3.6 L Turbo V8                  | C2        | Bridgestone | Eje Elgh Eddie Irvine                | 321    | 9e          |
| 1993 | 22     | Y's Racing Team SARD Co. Ltd.                | Toyota 93C-V        | Toyota R36V 3.6 L Turbo V8                  | C2        | Dunlop      | Mauro Martini Naoki Nagasaka         | 363    | 5e          |

### Japanse Formule 3000
Vet gedrukt is poleposition.
| Jaar | Team                    | Auto | 1    | 2    | 3    | 4    | 5    | 6 | 7    | 8  | 9   | 10 | 11   | Positie | Punten |
| ---- | ----------------------- | ---- | ---- | ---- | ---- | ---- | ---- | - | ---- | -- | --- | -- | ---- | ------- | ------ |
| 1990 | Team Noji International | Lola | DNQ  | Ret. | Ret. | -    | -    | - | Ret. | 15 | DNQ | -  |      | -       | 0      |
| 1992 | Stellar International   | Lola | DNQ  | 13   | 3    | Ret. | Ret. | 4 | Ret. | 4  | 1   | 25 | Ret. | 7e      | 19     |
| 1993 | Stellar International   | Lola | Ret. | 10   | Ret. | 6    | 16.  | 3 | 6    | 14 | 7   |    |      | 11e     | 6      |

### Formule 1
| Jaar | Team            | 1       | 2      | 3         | 4   | 5   | 6   | 7   | 8   | 9   | 10  | 11  | 12  | 13  | 14  | 15  | 16  | Positie | Punten |
| ---- | --------------- | ------- | ------ | --------- | --- | --- | --- | --- | --- | --- | --- | --- | --- | --- | --- | --- | --- | ------- | ------ |
| 1994 | MTV Simtek Ford | BRA DNQ | PAC 11 | SMR † DNS | MON | ESP | CAN | FRA | GBR | GER | HUN | BEL | ITA | POR | EUR | JPN | AUS | -       | 0      |

† Verongelukt tijdens race weekend